# Классический кроссовер
Классический кроссовер (англ. classical crossover) — музыкальный стиль, представляющий собой сочетание элементов академической и поп-музыки.
Название официально утвердилось не так давно, войдя в список номинаций музыкальной премии Grammy, ежегодно присуждаемой Национальной академией звукозаписи США. Этот стиль настолько популярен, что Billboard создал для него отдельный чарт среди своих хит-парадов. Иногда применительно к вокальной музыке этого жанра используют название operatic pop или popera.

## История

### Предыстория
Classical crossover как музыкальный стиль формировался постепенно, за прошедшие три десятка лет шаг за шагом преодолев путь от эклектичных экспериментов по соединению поп-музыки, оперной музыки и классики до широкого признания.
В семидесятых годах прошлого века Emerson, Lake & Palmer (ELP) с шумным успехом играли рок-обработку сюиты Мусоргского «Картинки с выставки», а Procol Harum смело цитировал Баха. Легендарный Electric Light Orchestra (ELO) наравне с традиционным рок-саундом и электроникой использовал симфоническое звучание и классические приёмы композиции. Queen, начиная с альбома «A Night at the Opera», применяют классические приёмы композиции и звучания, и это становится неотъемлемой частью их уникального стиля.
В 1987 году фронтменом британской рок-группы Queen Фредди Меркьюри была написана песня «Барселона» в соавторстве с британским композитором Майком Мораном, объединившая рок-музыку и оперу, которая была исполнена дуэтом Фредди Меркьюри и испанской оперной певицей Монтсеррат Кабалье. Позже вышел одноимённый совместный альбом Меркьюри и Кабалье. В 1992 году песня «Барселона» стала гимном Олимпийских игр в Испании.
На рубеже веков рок-группы Metallica, Scorpions, Gary Moore с большим успехом выступают с симфоническими оркестрами, а симфо-пауэр-металлисты Nightwish использовали академический вокал Тарьи Турунен. Одним из лучших сочетаний классики и рока добился итальянский композитор Лука Турилли. Рок и классику соединяют гитаристы Ричи Блэкмор (Deep Purple, Rainbow), Ингви Мальмстин. Рок и классику так же соединили Элтон Джон, Боно, Джон Бон Джови на концерте, сыгранном вместе с Лучано Паваротти.
С другой стороны, артисты классического жанра расширяют рамки академической музыки. Великий тенор Энрико Карузо наряду с классической оперой с удовольствием исполнял народные песни и композиции собственного сочинения. Явлением мирового масштаба classical crossover стал благодаря Пласидо Доминго, Хосе Каррерасу и Лучано Паваротти. Трио теноров дебютировало в 1990 году: в Риме они исполнили «Футбольную песню» по случаю открытия чемпионата мира по футболу. Проект просуществовал 15 лет и стал самым прибыльным в истории музыки.

### 1990—2000 годы
Популярные певицы Сиссель Хюрхьебё, Сара Брайтман, Эмма Шапплин, Шарлотта Чёрч, певцы Андреа Бочелли, Алессандро Сафина, Рассел Уотсон, а также Aria, Amici Forever, Appassionante, Светлана Феодулова, Ванесса Мэй, Джош Гробан, Il Divo, Джеки Иванко, Наташа Марш, Джорджа Фуманти, Марио Франгулис, Витторио Григоло, Тарья Турунен, Флор Янсен и многие другие успешно работают в стиле Classical Crossover, добавляя к классической основе поп-элементы, стирая границы между музыкальными стилями. Classical crossover развивается на огромной музыкальной территории, приобретая всё больше поклонников. Сдерживающим фактором стиля является необходимость высокого уровня образованности и таланта композиторов, аранжировщиков, музыкантов и вокалистов.

### 2010-е годы
В начале десятых годов двадцать первого века с развитием дабстеп направления в электронной музыке приобрела популярность американская исполнительница Линдси Стирлинг, успешно сочетающая игру на скрипке с EDM и дабстеп элементами. Также в эти годы проявлял активность украинский музыкальный проект LAFESTA music project, участники которого осваивают смеси электронной музыки, оперы, хауса, лаунжа и поп-музыки. То есть, это по сути молодой жанр.

## Classical crossover в СНГ
Classical crossover в России представляют: певицы Марина Крузо, Ирина Дельская, Сергия Шамбер, Евгения Сотникова, Виктория Сухарева, Мария Демьяненко и Наталья Криштопец, у которой в 2017 году вышел альбом «Embrace», состоящий из оригинальных песен в жанре классического кроссовера; певцы Витас, Илья Викторов, Валентин Суходолец, Алек Бугаёв и Игорь Манаширов; симфо-группа ГОЛЬФСТРИМ, ансамбль Терем-Квартет, Universal Music Band, группа Ariaphonics, группа Pianochocolate, Виктор Зинчук, ДиДюЛя, группа КВАТРО, виолончелист-виртуоз Георгий Гусев с проектом «Cello Drive», композитор и режиссёр Алексей Коломийцев и его музыкально-театрализованный проект Esthetic Empire, а также соло-исполнитель Q-Rt. В 2013 году в Санкт-Петербурге солист театра «Геликон опера» Дмитрий Янковский организовал проект «NeoClassic — Новая Классика Дмитрия Янковского».
Проходящий ежегодно в Москве с 2013 года Международный фестиваль «Мастера Музыки» проводил конкурс classical crossover для молодых исполнителей (вокалистов и инструменталистов) в 2016 и 2017 годах. Участниками конкурса были музыканты из России, Белоруссии и Японии. Организатор и Арт-директор фестиваля — Георгий Гусев.
В России исключительно в формате classical crossover работала радиостанция Радио Classic 100,9 FM. В эфире других российских музыкальных радиостанций и на TV, всё чаще прорываются элементы звучания и лучшие представители данного стиля.
Classical crossover, по сравнению с другими музыкальными стилями и направлениями, имеет самую широкую возрастную структуру аудитории.
Classical crossover обретает всё большую популярность в мире, гармонично объединяя музыкальные стили и жанры.